# لسلی پیرس
لسلی پیرس (انگلیسی: Leslie Pearce؛ ۲۰ آوریل ۱۸۸۷ – ۱۷ اوت ۱۹۷۷) یک کارگردان اهل نیوزیلند بود.

## فیلم‌شناسی
- لذت سرکش (۱۹۲۹)
- دندانپزشک (۱۹۳۲)
- آتش انداز (۱۹۳۵)
- صدای منو می‌شنوی، مادر؟ (۱۹۳۵)
- شما باید ازدواج کنی (۱۹۳۶)
- جاده‌ای به هالیوود (۱۹۴۷)